# 平和台 (流山市)

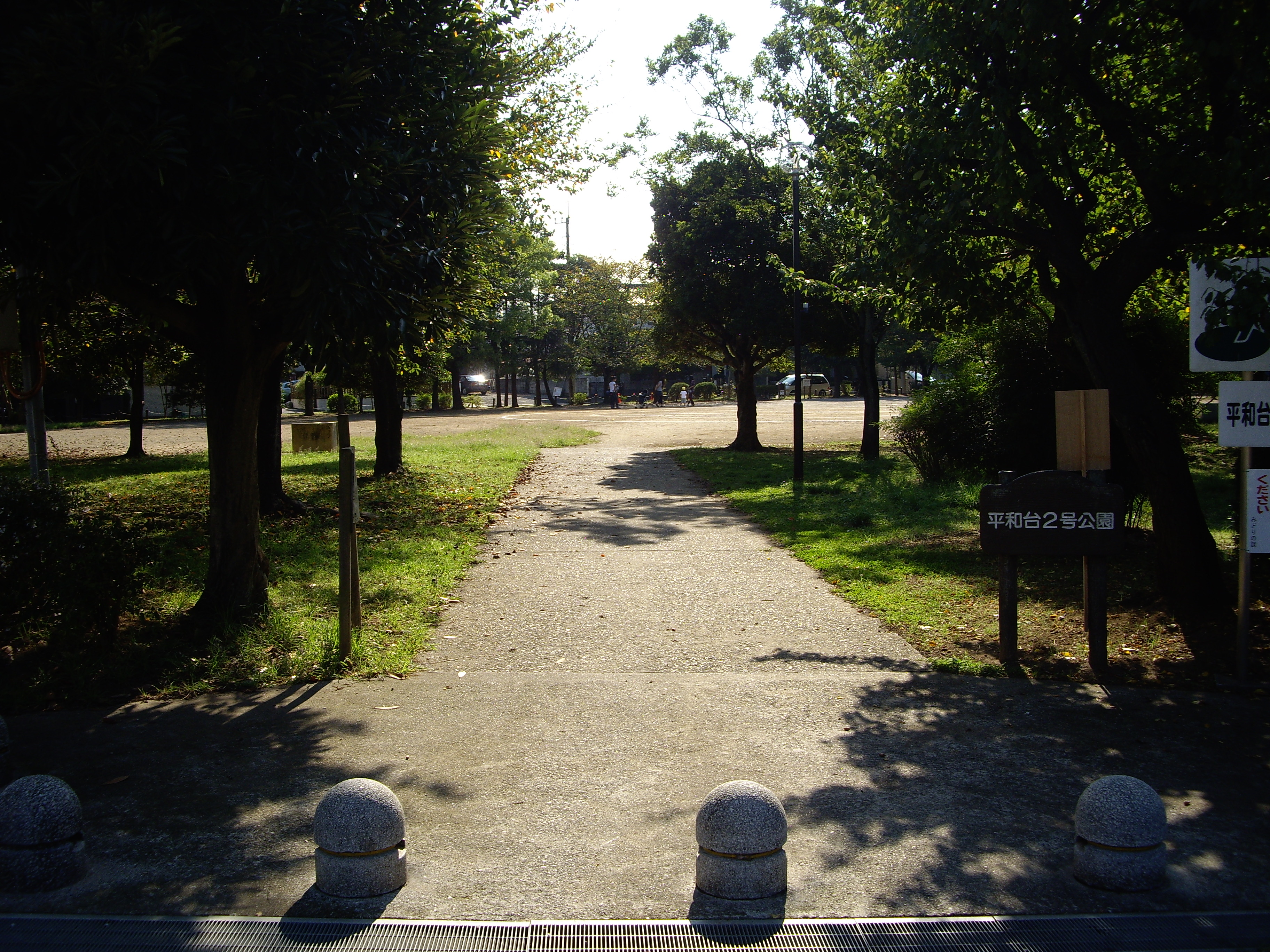
平和台2号公園（平和台二丁目）

平和台（へいわだい）は千葉県流山市にある地名。現行行政地名は平和台一丁目から五丁目。郵便番号は270-0157。

## 地理
流山市の南部に位置する。流山市の行政上の中心地であり、地域内には1964年（昭和38年）～1966年（昭和40年）及び1988年（昭和63年）～1991年（平成3年）にかけて平和不動産によって区画整理された地域、1965年（昭和39年）～1974年（昭和48年）にかけて市によって区画整理された地域があり、全域が住宅街となっている。四丁目や五丁目の東部は高台となっており、主に西部を中心に低地となっている。
一丁目に流山市役所、一丁目に近接して流鉄流山駅、三丁目に近接して流鉄平和台駅、四丁目に京葉銀行流山支店、五丁目に流山平和台郵便局、四・五丁目に近接して首都圏新都市鉄道つくばエクスプレス流山セントラルパーク駅がある。
東は中・前平井・加、西は流山、南は西平井、北は加と接している。

### 地価
住宅地の地価は、2015年（平成27年）1月1日の公示地価によれば、平和台2丁目5番16の地点で13万8000円/m2となっている。

## 沿革
- 1968年（昭和43年）1月17日　大字加の各一部より流山市平和台五丁目を新設する。
- 1973年（昭和48年）12月1日　大字加・流山・西平井の各一部より流山市平和台一丁目～三丁目を新設する。また、西平井の一部を四丁目に編入。

## 地名の由来
平和不動産による分譲地より平和台とした。

## 世帯数と人口
2017年（平成29年）11月1日現在の世帯数と人口は以下の通りである。
| 丁目         | 世帯数    | 人口    |
| ------------ | --------- | ------- |
| 平和台一丁目 | 217世帯   | 494人   |
| 平和台二丁目 | 476世帯   | 1,192人 |
| 平和台三丁目 | 171世帯   | 387人   |
| 平和台四丁目 | 800世帯   | 1,943人 |
| 平和台五丁目 | 689世帯   | 1,609人 |
| 計           | 2,353世帯 | 5,625人 |

## 小・中学校の学区
市立小・中学校に通う場合、学区は以下の通りとなる。
| 丁目         | 番地 | 小学校             | 中学校             |
| ------------ | ---- | ------------------ | ------------------ |
| 平和台一丁目 | 全域 | 流山市立流山小学校 | 流山市立南部中学校 |
| 平和台二丁目 | 全域 | 流山市立流山小学校 | 流山市立南部中学校 |
| 平和台三丁目 | 全域 | 流山市立流山小学校 | 流山市立南部中学校 |
| 平和台四丁目 | 全域 | 流山市立流山小学校 | 流山市立南部中学校 |
| 平和台五丁目 | 全域 | 流山市立流山小学校 | 流山市立南部中学校 |

## 施設
- 流山市役所
- 流山平和台郵便局
- 京葉銀行流山支店